# Verona (Virginia)
Verona is een plaats in het Augusta County in de centrale regio van de Amerikaanse staat Virginia. De plaats heeft een oppervlakte van ongeveer 18,2 km² en in 2000 had de plaats ongeveer 3638 inwoners. Om de plaats te onderscheiden van andere plaatsen in de VS die Verona heten, wordt de naam vaak weergegeven als Verona, Virginia of Verona, VA.
Verona ligt tegen de stad Staunton aan, op ongeveer 90 kilometer afstand van Lynchburg, Virginia, en op 234 kilometer afstand van Washington D.C..
Landbouwproducten die bij Verona worden geproduceerd zijn onder meer graan, appels, peren en melkproducten.